# Otocryptis wiegmanni
Otocryptis weigmannii là một loài thằn lằn trong họ Agamidae. Loài này được Wagler mô tả khoa học đầu tiên năm 1830.

## Hình ảnh

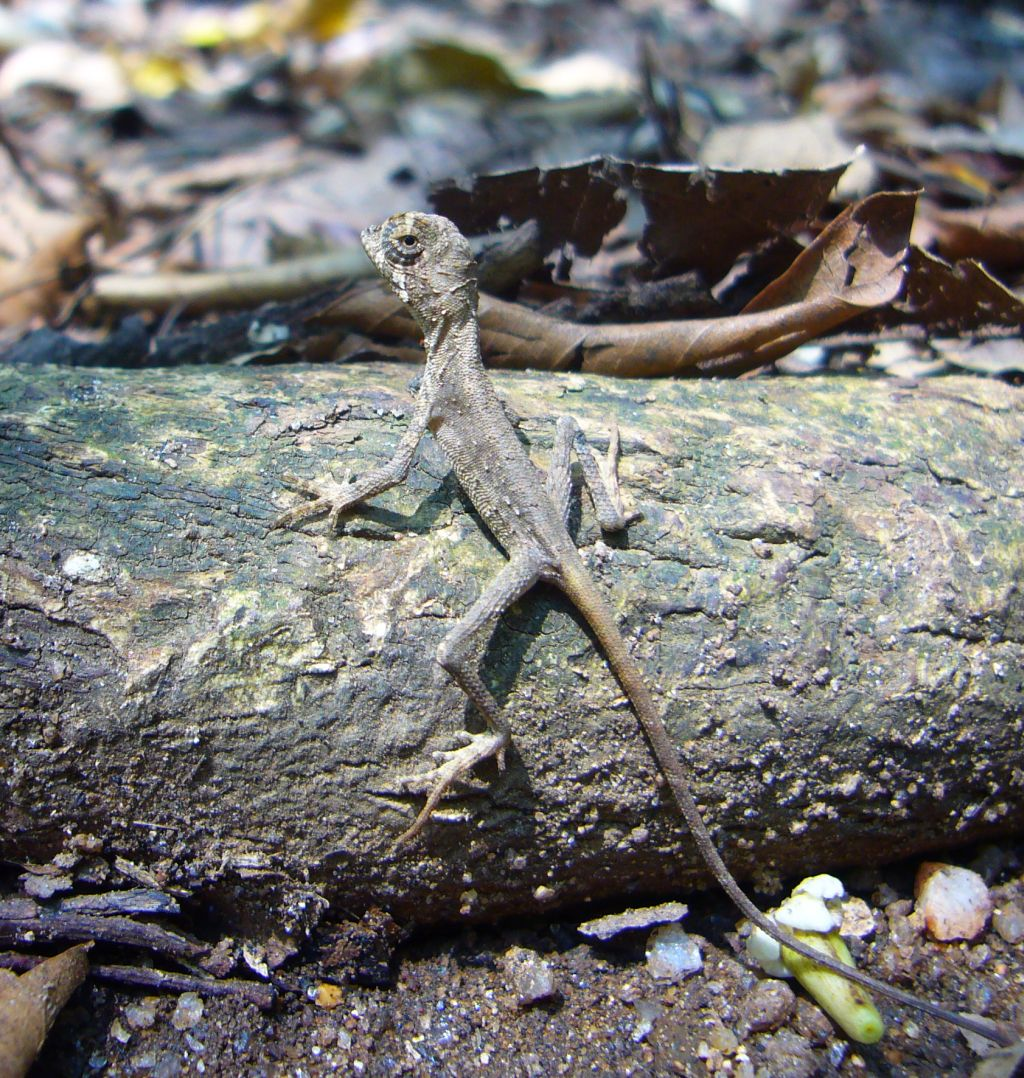
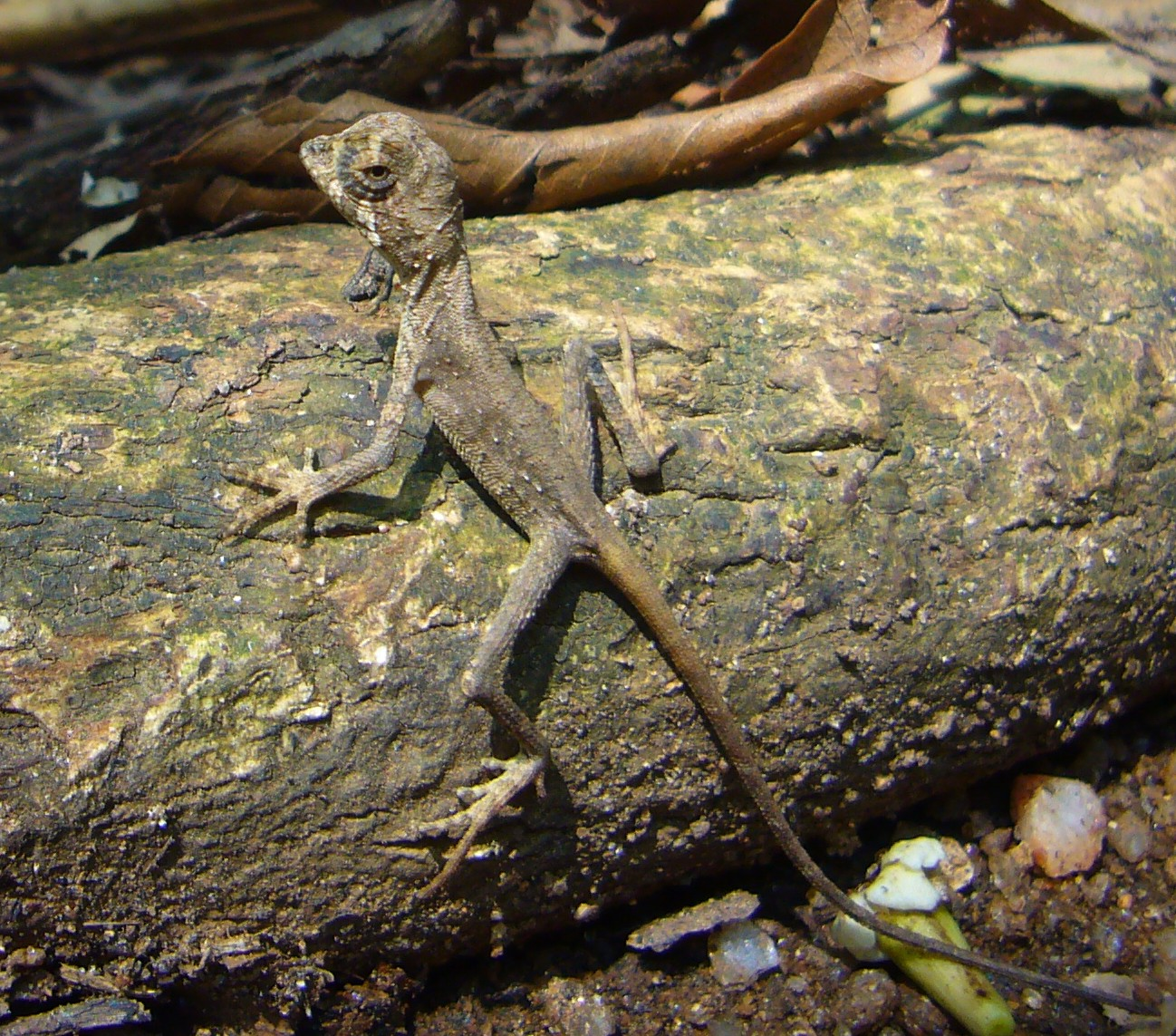